# Enthroned
Gli Enthroned sono un gruppo Black metal belga fondato dal batterista Cernunnos nel 1993.

## Storia del gruppo
La storia del gruppo è piuttosto travagliata e nel 1997 il batterista Cernunnos si suicida impiccandosi. In sua memoria il gruppo pubblica Regie Satanas e nel 2004 rompe con la casa discografica Blackened Records. Essa pubblicherà un cofanetto contenente quattro CD senza il consenso del gruppo, che lo ritenne un bootleg a causa della scarsa qualità della registrazione. Nel 2006 il bassista e cantante Sabathan, considerato il fondatore insieme a Cernunnos, lascia il gruppo. Da un lato si parla di scarsa motivazione del cantante, dall'altro di scarsa attitudine del resto del gruppo. Il chitarrista Nornagest ricopre quindi il ruolo di cantante.

## Formazione

### Formazione attuale

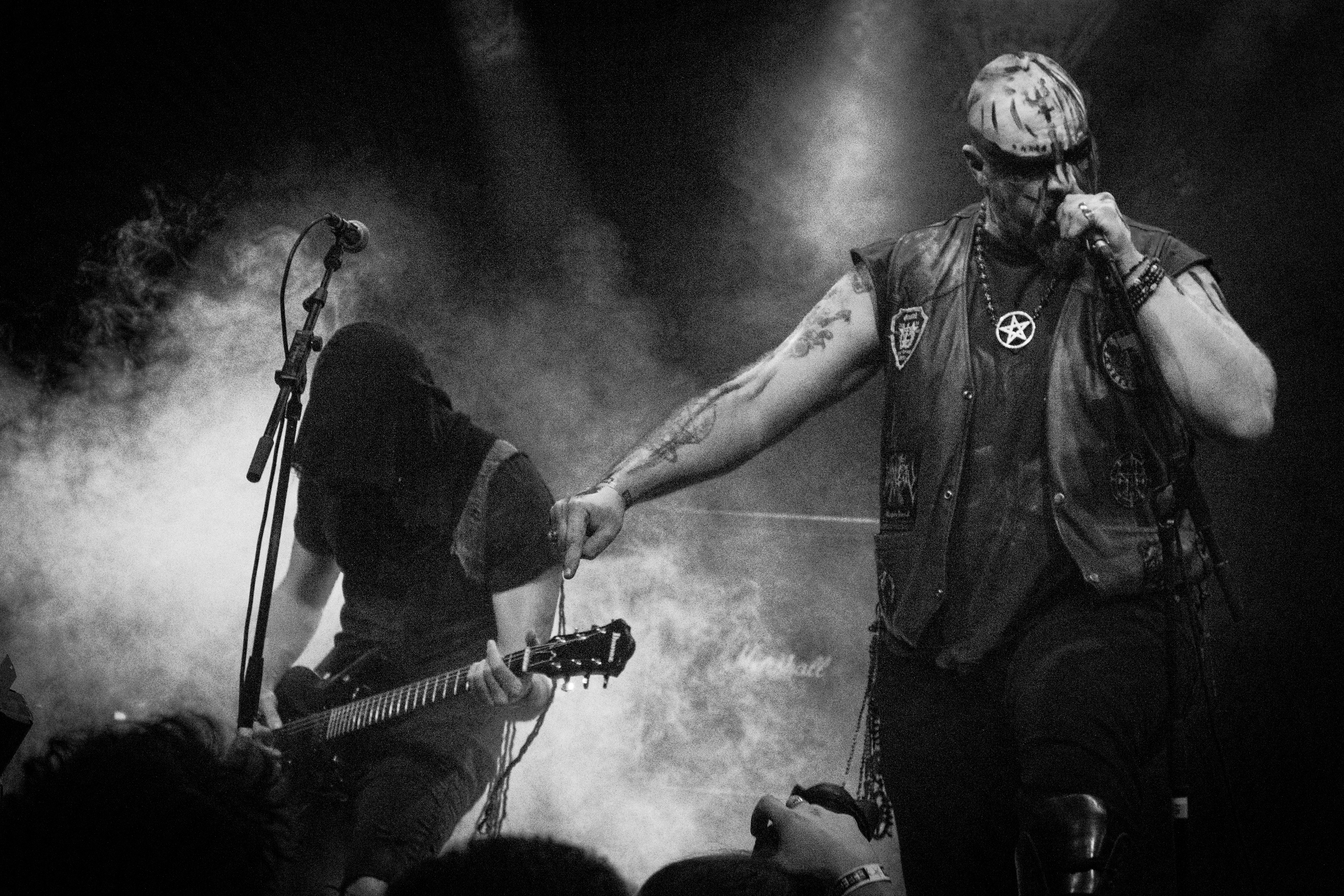
ZarZax e Nornagest all'Eindhoven Metal Meeting 2016

- Nornagest - chitarra (1995), voce (2007)
- Neraath - chitarra (2000)
- Phorgath - basso (2007)
- Garghuf - batteria (2009)
- Tzelmoth - chitarra live (2010)

### Ex componenti
- Ahephaim - batteria (2007-2009) (Lost God - HvsH)
- Alsvid - batteria (2001-2004/2007 (session))
- Sabathan - basso e voce (1994-2006) (Distant Warning - Morbid Death)
- Glaurung - batteria (2004-2007) (Nehemah - Emptiness)
- Nguaroth - chitarra (2004-2009) (Aguynguerran)
- Namroth Blakthorn - batteria (1997-2001) (Morbid Death - Blasphererion)
- Nebiros - chitarra (1995-2000) (Flatulation)
- Da Cardoen - batteria (1997) (Asphyxia)
- Asmodeus - chitarra (1995)
- Cernunnos - batteria (1993-1997) (Morbid Death - Blasphererion)
- Tsebaoth - chitarra (1993-1995) (Hybrid Viscery)
- Alexis - voce (1993) (Hecate)

## Discografia

### Album
- 1996 - Prophecies of Pagan Fire (Evil Omen / Osmose Productions)
- 1997 - Towards the Skullthrone of Satan (Blackend Records)
- 1999 - The Apocalypse Manifesto (Blackend Records)
- 2001 - Armoured Bestial Hell (Blackend Records)
- 2002 - Carnage in Worlds Beyond (Napalm Records)
- 2004 - XES - Haereticum (Napalm Records)
- 2007 - Tetra Karcist (Napalm Records)
- 2010 - Pentagrammaton (Regain Records)
- 2012 - Obsidium (Agonia Records)
- 2014 - Sovereigns

### EP
- 1998 - Regie Sathanas - A Tribute to Cernunnos (Blackend Records)
- 2000 - P-2000 (auto-produzione)
- 2003 - Goatlust (Painkiller Records)

### Split
- 1994 - Scared by Darkwinds / Longing for the Ancient Kingdom II (Split Ancient Rites, After Dark Records)
- 1997 - Towards the Skullthrone of Satan / The Trollish Mirror (Split Amsvartner, Blackend Records)

### Demo, live e altro
- 1994 - Promo 94 (demo tape)
- 2004 - The Blackend Collection (box set, Blackend Records)
- 2005 - Black Goat Ritual: Live in thy Flesh (live, Napalm Records)